# Andrea Nozzari
Andrea Nozzari (27 février 1776 - 12 décembre 1832) né à Vertova, est un ténor italien.

## Biographie
Né dans la région de Bergame, neveu du célèbre ténor de la seconde moitié du XVIIIe siècle, Giuseppe Viganoni (it), Nozzari (ou Nosari, comme on le lit dans l'acte de baptême) étudie d'abord au chef-lieu avec Luigi Petrobelli, sous-maître de chapelle à la cathédrale locale. Plus tard, il se perfectionnera avec un autre grand ténor, également originaire de la région de Bergame, Giacomo David, et avec le castrat Giuseppe Aprile.
Il commence sa carrière dans la province de Lombardie en 1794, puis  apparait sur la scène de La Scala à Milan, où en juin 1796, il joue le drame comique La capricciosa corretta (en) de Vicente Martín y Soler.
En 1803 il est engagé par  le Théâtre Italien à Paris, apparaissant dans Il principe di Taranto et Griselda de  Ferdinando Paër, Nina de Giovanni Paisiello,  Il matrimonio segreto de  Domenico Cimarosa;  Les critiques de l'époque sont élogieuses mais regrettent parfois son introduction d'ornementation à volonté.
De retour en Italie en 1806, il est engagé à Naples par Domenico Barbaja en 1810 et chante dans les théâtres napolitains Don Giovanni de Mozart (le rôle-titre de baryton-basse), La vestale de Gaspare Spontini (Licinius), Medea in Corinto (it)  de Simon Mayr (création de Jason en 1813) et Iphigénie en Aulide de  Gluck (Achille). Au San Carlo, il  rencontre  Gioachino Rossini et créé les rôles dans neuf de ses opéras: Leicester dans Elisabetta, regina d'Inghilterra (1815); le rôle-titre dans Otello en 1816;  Rinaldo dans Armida (1817); Osiride dans Mosè in Egitto , Agorante dans Ricciardo e Zoraide (1818); Pyrrhus dans Ermione  et Rodrigue  dans  La donna del lago (1819); Paolo  Erisso dans Maometto II (1820) et Antenore dans  Zelmira (1822). Puis il interprète aussi  le rôle-titre  dans   Alfredo il grande  de Gaetano Donizetti (1823).
Il part ensuite pour une tournée triomphale à Vienne relatée dans les journaux européens.
Dans la Vie de Rossini, Stendhal dira de son interprétation :« Sa superbe figure, qui a quelque chose d’imposant et de mélancolique, l’aidait beaucoup à rendre sensibles au spectateur certains effets auxquels le faiseur du libretto n’avait probablement pas songé. Je me souviens que les Napolitains virent avec étonnement la beauté des gestes et la grâce toute nouvelle que Nozzari trouvait pour le rôle d’Othello».
Nozzari et ses capacités ont sans doute permis à Rossini une  écriture un peu plus audacieuse que celle d'autres compositeurs napolitains contemporains.
Il se retire de la scène en 1825, mais continue à enseigner jusqu'à sa mort en 1832 : parmi ses élèves on trouve les noms de Giovanni Battista Rubini, Antonio Poggi, Luigi Ronzi et Nicola Ivanoff (it), mais aussi Caroline Ungher. Son excellence lui valut le surnom de père des ténors.